# فهرست روزنامه‌های ارمنستان
در زیر فهرست روزنامه‌هایی که در ارمنستان منتشر می‌شود

## روزنامه‌های یومیه
به زبان ارمنی
- ۱۶۸ ژام (168 ժամ, ۱۶۸ ساعت)

- آراووت (Առավոտ, "Morning"), published since 1994, لیبرال، مستقل
- آزگ (Ազգ, "The Nation"), از سال ۱۹۹۱ منتشر‌ می‌شود
- هایاستانی هانراپتوتیون Հայաստանի Հանրապետություն, "The Armenian Republic"), government gazette, published since 1990
- هایکاکان ژاماناک (Հայկական Ժամանակ, "The Armenian Times"), لیبرال
- هایوس آشخار (Հայոց Աշխարհ, "Armenian World")
- هراپاراک (Հրապարակ, "میدان"), لیبرال
- ایراتس (Իրատես, "واقع‌گرا")
- ایراوونک (Իրավունք, "Right[s]")
- یرکیر (Երկիր, "Country"), توسط فدراسیون انقلابی ارمنی منتشر‌ می‌شود، سوسیال-دموکرات
- پاست (Փաստ, Proof)
- ژاماناک (Ժամանակ, "Time")
- ژُغُوورد (Ժողովուրդ, "People")

به زبان روسی
- en:Golos Armenii (به روسی Голос Армении, "Voice of Armenia") published in Russian since 1934
- Novoe Vremya (به روسی Новое время) published in Russian

## آژانس‌های خبری آنلاین
- en:1in.am
- [الف]
- آرمنیا[ب]
- آرمنیا دیاسپورا[پ]
- [ت]
- en:ArmeniaNow
- آرمن‌پرس
- آیسور[ث]
- د فاکتو[ج]
- [چ]
- یوراژیا نت[ح]
- Fmgnews.info
- گامک[خ] (به معنی اراده)
- گرونگ[د]
- هتک آنلاین
- های مدیا[ذ]
- ایندکس موندی[ر]
- لراگیر[ز]
- [ژ]
- [س]
- [ش]
- [ص]
- پان‌آرمنین.نت
- پانوراما[ض]
- تِرت.ای‌ام
- [ط]

## یادداشت
1. ↑  A1 Plus
2. ↑  Armenia (news agency)
3. ↑  Armenia Diaspora
4. ↑  Armenia Hello
5. ↑  Aysor (news agency)
6. ↑  De Facto (news agency)
7. ↑  EIN News
8. ↑  Eurasia Net
9. ↑  Gamk
10. ↑  Groong
11. ↑  Hye Media
12. ↑  Index Mundi
13. ↑  Lragir
14. ↑  Media (news agency)
15. ↑  News (news agency)
16. ↑  News Now
17. ↑  Oratert
18. ↑  Panorama (news agency)
19. ↑  Topix (news agency)

## مطالعه بیشتر
- "Armenia: Directory: the Press". Eastern Europe, Russia and Central Asia 2003. Europa Publications. 2002. ISBN 978-1-85743-137-7.
- Newspapers List of Armenia بایگانی‌شده  در ۲ دسامبر ۲۰۱۹ توسط Wayback Machine